# Príncipe do Sacro Império Romano-Germânico

Coroa heráldica de Príncipe do Sacro Império Romano-Germânico.

Ornamentos heráldicos de um Príncipe do Sacro Império Romano.

Barrete Principesco de um Príncipe do Sacro Império Romano.

Príncipe do Sacro Império Romano-Germânico (em alemão:  Reichsfürst, em latim: princeps imperiiver também: Fürst) foi um título atribuído a um Príncipe, Nobre ou Prelado  hereditário reconhecido como tal pelo Sacro Imperador Romano.

## Definição
Originalmente, os possuidores do título principesco eram vassalos imediatos do Império, podendo ser seculares ou eclesiásticos, e eram beneficiados com um feudo que não tinha suserano, exceto o Imperador. No entanto, no tempo que o Sacro Império Romano foi abolido, em 1806, havia um grande número de titulares de títulos principescos imperiais que não atendiam a esses critérios.
Assim, havia dois tipos principais de príncipes; aqueles que exerceram Landhoheit (soberania , dentro de um território), bem como de votavam no Colégio dos Príncipes; e aqueles cujo título era honorário, o possuidor não detinha um feudo e/ou não tinha direito a votar na Dieta Imperial. O primeiro desses dois tipos veio a ser reconhecido como "realeza", no sentido de seus membros  serem tratados como soberanos, com direito a casar-se com o membros de dinastias. O segundo tipo consistia de altos nobres cujo título principesco, contudo, não implicaria igualdade com a realeza. Estas distinções evoluíram dentro do Império, mas foram codificadas pelo Congresso de Viena em 1815, quando foi criada a Confederação alemã. Assim, foi reconhecido um estatuto elevado (Standesherren ou Casas Mediatizadas) para a mediatização dos Príncipes do extinto Império.
O título de Príncipe Imperial variou consideravelmente, por razões históricas, incluindo Arquiduque, Duque, Largrave, Landgrave, conde palatino, príncipe Condal (Gefurstete Grafen), bem como príncipe. Além disso, a maioria dos feudos alemães do Império (exceto eleitorais) eram hereditários por todos os homens de uma família, em vez de usarem a herança por primogenitura, portanto, o  título principesco (ou qualquer título que a família detivesse) era igualmente compartilhado por todos os membros agnáticos da família, masculino e feminino.

## Propriedade Imperial
A Propriedade Imperial dos Príncipes ou Reichsfürstenstand foi estabelecida pela primeira vez em um sentido jurídico, no fim da Idade Média. Uma determinada propriedade de "O Príncipe" foi mencionado pela primeira vez no decreto emitido pelo Imperador Frederico Barbarossa em 1180 na Dieta Imperial de Gelnhausen, em que ele aliena ao Duque Henrique, o Leão da Saxônia e da Baviera. Cerca de cinqüenta anos mais tarde, Eike de Repgow codificou isso como uma emanação do direito feudal registrou em seu Sachsenspiegel, onde os príncipes leigos formavam o terceiro nível ou Heerschild da estrutura militar feudal, abaixo dos Príncipes Eclesiásticos. Oficialmente, as Propriedades Principescas do Sacro Império tiveram que atender a três requisitos: 
- regra territorial e o droit de régale, por exemplo, direitos de soberania, através de um feudo imediato do Império.
- um voto direto (votum viril) e um assento na Dieta Imperial.
- suporte direto para as despesas e bano militar do Império.

Nem todos as propriedades reuniram todos os três requisitos, portanto, pode-se distinguir entre o o Príncipe efetivo e honorário do sacro Império.
Os Príncipes do Império classificados a seguir, os sete Príncipes-eleitores designados pela Bula Dourada de 1356 (e, mais tarde, os eleitores), mas acima do Reichsgrafen (Condes), Freiherren (Barões) e os Prelados Imperiais, que formaram com eles a Assembleia da Dieta Imperial, mas valendo apenas votos coletivos.
A partir do século XIII, mais propriedades foram formalmente elevadas a Propriedades Principescas pelo imperador. Entre as mais importantes estavam o Guelfo de descendentes de Henrique, o Leão, em Brunswick-Lüneburg, elevado a Príncipe do Império e investido com o título ducal pelo Imperador Frederico II , em 1235; e o Landgraves de Hesse, em 1292. As resoluções da Dieta de Augsburgo , em 1582 afirmaram explicitamente que a propriedade estava intimamente ligada com a posse de um determinado território imperial. Mais tarde elevadas, outras famílias nobres, como as dinastias de Fürstenberg, Liechtenstein ou Thurn und Táxis, posteriormente, que começaram a referir ao seu território como um "Principado" e assumiram a posição de um Príncipe (Fürst) como um título hereditário. A maioria dos Condes, que governavam os territórios foram elevados para classificação Principesca nas décadas antes do final do Império em 1806.

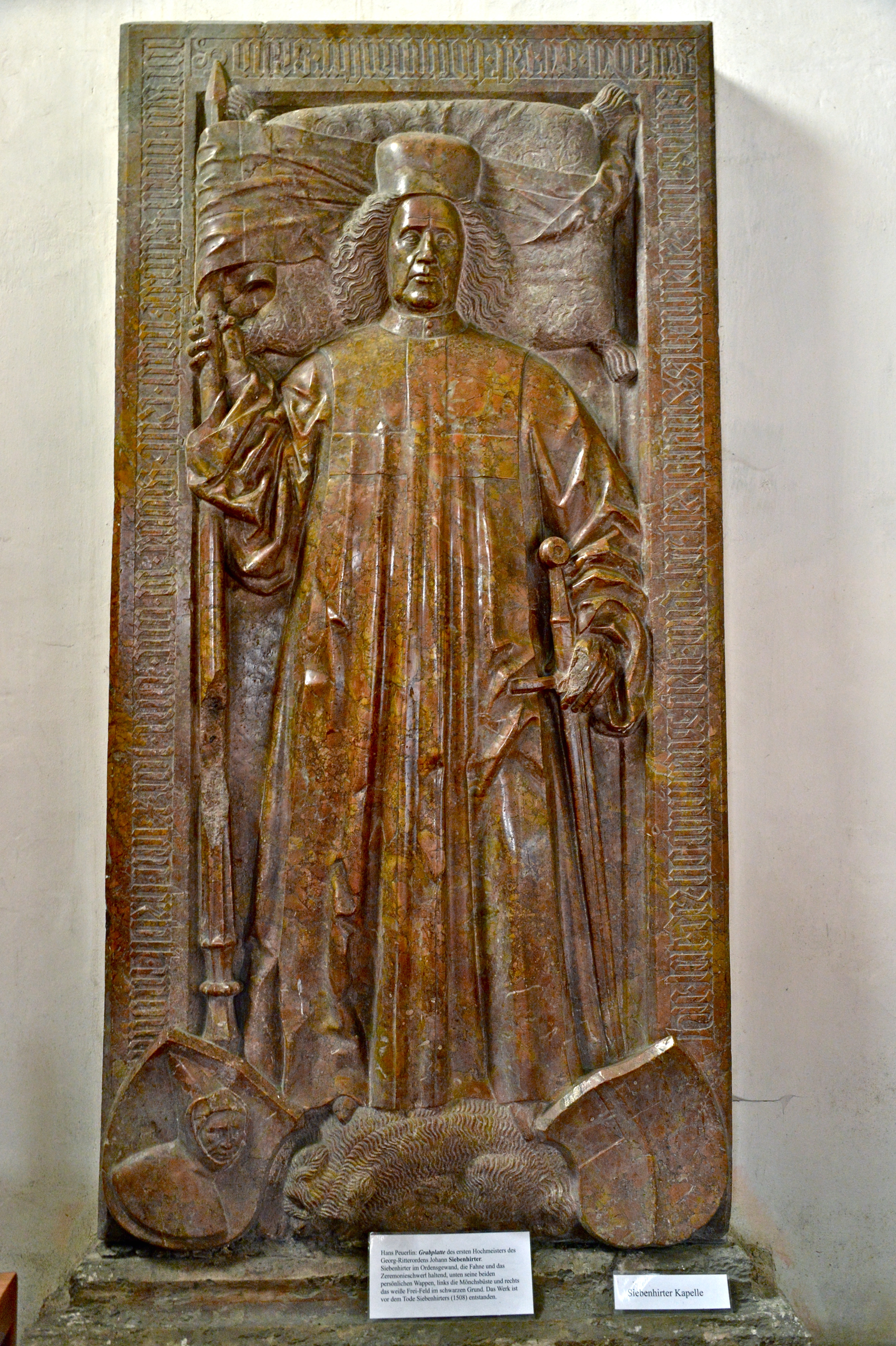
Sepultura de Príncipe do sacro Império Romano Johann Siebenhirter (*1420-†1508), na Paróquia Millstatt

Príncipes Eclesiásticos eram os Príncipes-Bispos (incluindo o Príncipe-Arcebispos de Besançon, Bremen, Magdeburg e Salzburg), bem como os Príncipes-ábades. Eles incluíam um grande número de entidades políticas que foram secularizadas e mediatizedas após a  Paz de Vestfália, em 1648, respectivamente foi para a França ou a independente Confederação Suíça.

## Título honorário
O status honorário de Príncipe do Sacro Império Romano-Germânico podia ser concedido a determinados indivíduos. Estes indivíduos incluíam:
- Governantes de Estados do Império que não mantinham um assento individual na Principesca Dieta Imperial, mas ocupavam um lugar, como um Conde e compartilhavam com outros Condes em um voto exercido por cada um dos quatro regionais Conselhos Comitais ou Grafenbanken.
- Soberanos de fora do Império, tais como a Ordem Soberana e Militar de Malta.[4] O Príncipe de Piombino , foi outro exemplo.
- Nobres, podiam deter o título Principesco, mas desde que não tivessem nenhum voto e nenhum assento na Dieta Imperial, fosse individuais ou compartilhados, tais como a Casa de Kinsky. Isto incluia nobres que não tinham o imediatismo, mas que foram autorizados, em forma de motu proprio, pelo Imperador para desfrutar o título e o posto de Príncipe de uma Propriedade Imperial. Embora esta cortesia, tendesse a se tornar hereditária para as famílias, o direito de propriedade imperial era chamado Personalista (pessoal) e poderia ser revogado pelo Imperador.
- Estrangeiros nobres, como os Príncipes de Belmonte, os Príncipes Chigi, os Príncipes Orsini,[5] os Príncipes Orloff, os Príncipes Potemkin, Lubomirski, ou Radziwiłł[6]
- Súditos do Império aos quais foram dados o título principesco pelo Imperador, mas que não tinham nenhum território ou a soberania. Esse status foi ocasionalmente concedido para as esposas morganáticas de famílias eleitorais, permitindo-lhes compartilhar o principesco título com o marido/pai, mas não a sua principesca posição e de seus privilégios.

## Literatura
- Karl-Friedrich Krieger: König, Reich und Reichsreform im Spätmittelalter. München 2005, ISBN 3-486-57670-4
- Malte Prietzel: Das Heilige Römische Reich im Spätmittelalter. Wissenschaftliche Buchgesellschaft, Darmstadt 2004, ISBN 3534151313
- Ernst Schubert: Fürstliche Herrschaft und Territorium im späten Mittelalter. München 1996, ISBN 3-486-55043-8
- Axel Gotthard: Das Alte Reich 1495–1806. Darmstadt 2003, ISBN 3534151186
- Helmut Neuhaus: Das Reich in der frühen Neuzeit. 2. Auflage, München 2003, ISBN 3-486-56729-2
- Hermann Conrad (Rechtshistoriker): Deutsche Rechtsgeschichte, Bd.1: Frühzeit und Mittelalter; Bd. 2: Neuzeit bis 1806, Karlsruhe 1966
- Dieter Mertens: Der Fürst. Mittelalterliche Wirklichkeiten und Ideen. Köln u.a 1998 (PDF)